# Ishigamori Soma
Ishigamori Soma (sinh ngày 1 tháng 7 năm 2001) là một cầu thủ bóng đá người Nhật Bản.

## Sự nghiệp câu lạc bộ
Ishigamori Soma hiện đang chơi cho Vanraure Hachinohe.